# Zapopan
 (octobre 2020).

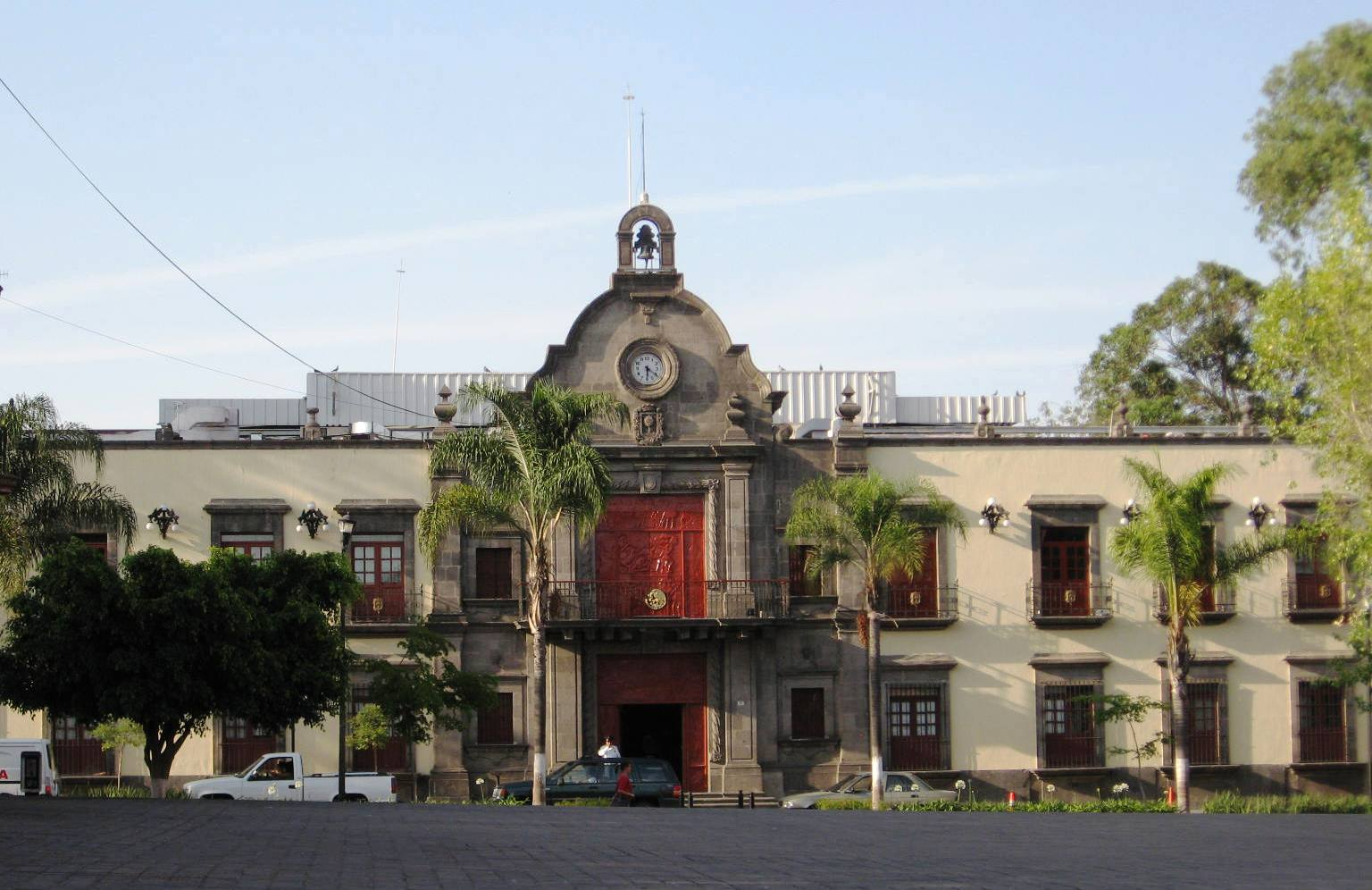
L'hôtel de ville

Zapopan (en espagnol municipio de Zapopan) est une municipalité de l'État de Jalisco au Mexique, jouxtant celle de Guadalajara. Sa population est de plus d'un million d'habitants. La ville est connue pour sa basilique et son centre ancien. De nombreux projets urbains sont en cours dans cette municipalité. Elle comporte également plusieurs universités.

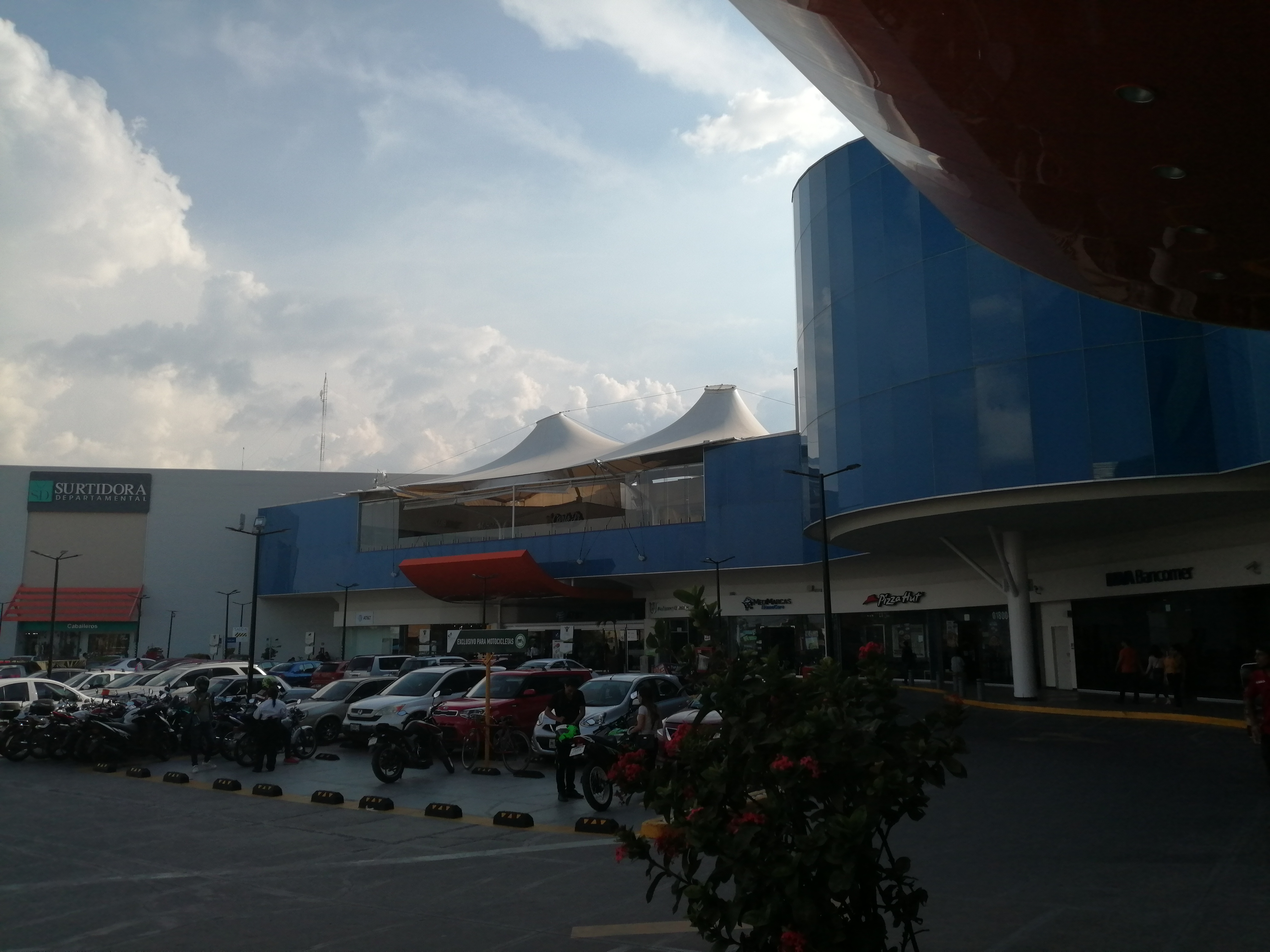
Plaza gran terraza belenes

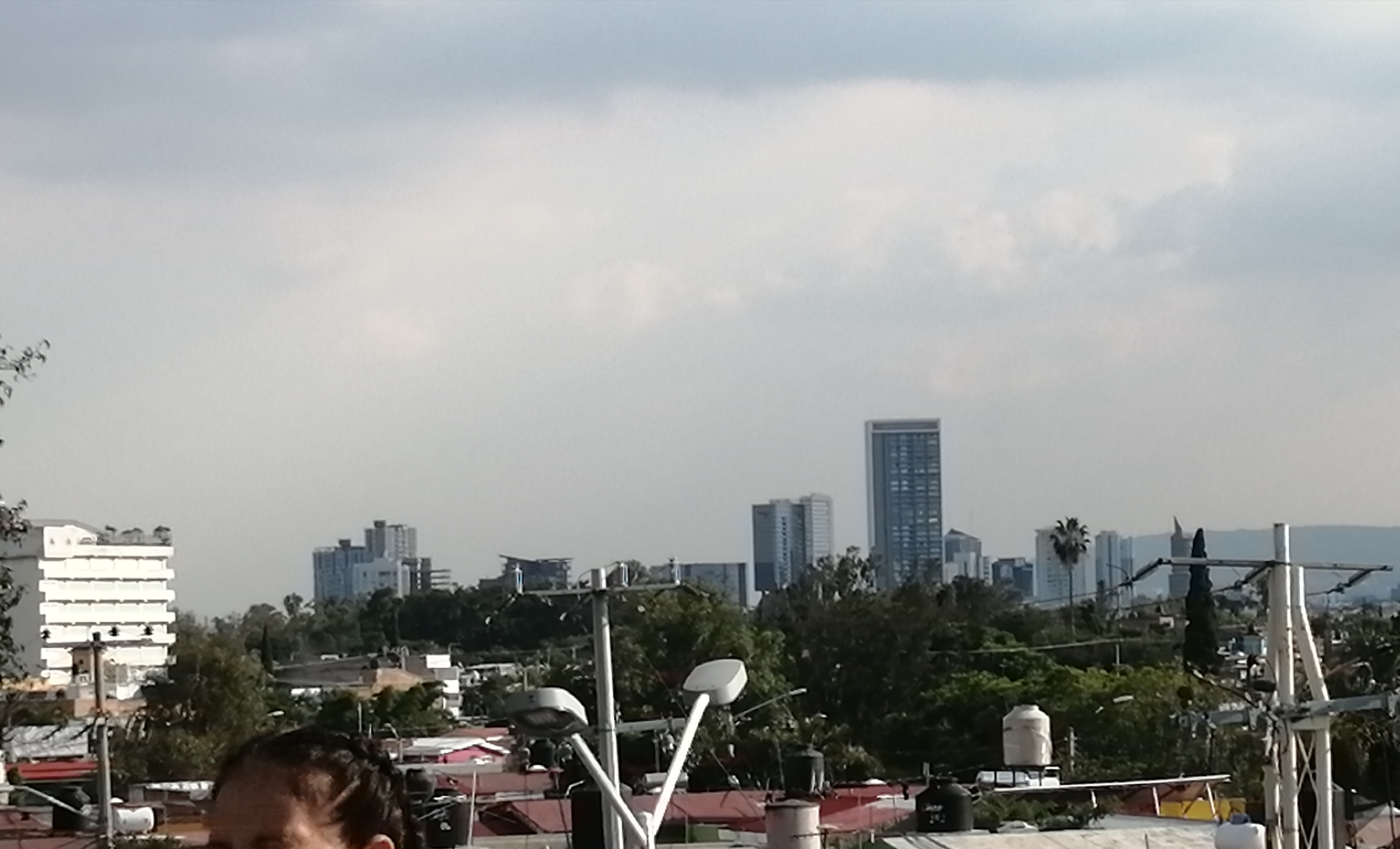
Ville de zapopan.jpg

## Transport
- Métro de Guadalajara

## Tourisme
Le tourisme à Zapopan est une activité économique importante pour le développement de la ville, car elle possède de nombreuses attractions historiques, religieuses et modernes, avec une grande variété d'hôtels, de restaurants et de centres commerciaux. En 2007, la municipalité avait un pourcentage de plantes grimpantes pour son taux d'occupation hôtelier de 58,6% et en 2008, elle a atteint un pourcentage plus élevé avec 62,4%. Les retombées économiques générées dans la municipalité en 2008 ont été estimées à 689 millions 359 mille 250 pesos, on estime également que 345 millions de pesos supplémentaires ont été obtenus par d'autres services touristiques de la municipalité.

### Centre historique

#### Basílica de Zapopan
L'une des principales attractions touristiques du centre historique est la basilique de Zapopan, un sanctuaire franciscain de style baroque achevé en 1892, qui abrite Notre-Dame de Zapopan. Chaque 12 octobre a lieu la Romería, un pèlerinage au cours duquel la sculpture de la Vierge est transportée de la cathédrale de Guadalajara à la basilique. Dans cette procession, des danseurs, des vendeurs de nourriture et d'artisanat traditionnel et des milliers de spectateurs se rassemblent. L'image s'arrête périodiquement en cours de route pour recevoir un hommage des nombreux groupes de danse préhispaniques et mariachis. Une fois le contingent arrivé à la basilique, les célébrations se poursuivent et se terminent par des feux d'artifice la nuit.

#### Paroisse de San Pedro Apóstol
En plus de la basilique de Zapopan, où les fidèles arrivent année après année pour accompagner le retour de la Vierge qui est considérée comme leur maison, il existe un autre temple qui, en raison de ses caractéristiques, de son architecture et de son histoire, pourrait être considéré comme un des joyaux de cette municipalité, la belle paroisse de San Pedro Apóstol.
Il a été érigé en l'an 1600 par Don Alfonso de la Mora y Escobar, en raison de la nécessité de donner des soins spirituels à la population. Au départ, l'administration se trouvait dans la ville d'Atemajac del Valle, quelque temps plus tard, elle se rendit à Zapopan dans ce qu'on appelait le sanctuaire et la paroisse de Notre-Dame de l'espérance et ce n'est que le 8 mai 1819, lorsque le courant Paroisse de San Pedro Apóstol, par l'évêque de Guadalajara Juan Ruíz de Cabañas à Señor Cura Juan Cayetano Portugal.
San Pedro Apóstol est le patron de ce temple depuis 1878, l'année où Mgr Pedro Loza a communiqué au prêtre Manuel Portillo, sa résolution comprenait également Notre-Dame de Dolores et Notre-Dame de l'attente ou de Zapopan, pour accompagner au patron de l'église.
La paroisse de San Pedro Apóstol a été construite par Fray Francisco Antonio Assa. Au début, seuls le canon de l'église, 38 varas de long et 10 de large, et une petite sacristie ont été construits. En 1853, la construction de la paroisse a commencé. En 1876, la reconstruction de l'église a commencé et trois voûtes ont été construites. En 1877, les travaux sont terminés et un hôpital, une salle de sport et une école du dimanche sont construits. L'église a été remodelée en 1912 et en 1950 le bureau paroissial et une partie de l'ancien bâtiment faisant face à l'ouest ont été enlevés, pour y construire la présidence municipale.
En 1954, le temple et l'autel principal ont été entièrement rénovés; Comme touche finale, les images de La Purísima, San Pedro et San Pablo, sculptées dans la carrière, ont été placées sur le frontispice.

#### Autres sites d'intérêt
Sur le Paseo Teopiltzintli, qui était autrefois la rue principale de la ville, se trouve l'Arco de Ingreso a Zapopan, construit par les fondateurs espagnols de la ville. Il est fait de carrière et mesure vingt mètres de haut. L'arc est décoré de sculptures et surmonté de grandes cruches et d'un aigle. Le Paseo mène à la Plaza de las Américas, après avoir dépassé la Plaza Cívica.
La Plaza de las Américas-Juan Pablo II est située en face de la basilique de Zapopan et son trottoir est fait de carrière de rose. Il possède un kiosque en métal (anciennement en carrière) et quatre grandes fontaines. On y trouve également deux grandes sculptures en bronze représentant le dieu et la déesse du maïs, réalisées par Juan Méndez.
Le principal couloir piétonnier de la ville est l'Andador 20 de Noviembre, un village de bars, galeries et restaurants. Tous les samedis, artistes et antiquaires exposent des marchandises à vendre.
Le Centre culturel municipal, construit en 1979, organise des expositions d'arts visuels, ainsi que des événements de théâtre et de danse. À côté se trouve la Plaza del Arte, décorée d'arcs et de colonnes de carrière et de trois sculptures permanentes. La peinture murale principale du bâtiment est intitulée "L'histoire de la ville et la révolution mexicaine", peinte en 1980 par Ricardo Peña. Il existe également vingt-trois autres peintures murales réalisées par des étudiants en art ces dernières années.

#### Ville de Tesistán
Il a les endroits les plus attrayants tels que "la foire du maïs" qui, année après année, attire les touristes que tout a, Un autre type d'attraction est le temple de San Francisco Tesistán. San Francisco Tesistán.

#### Ville de Copala (Zapopan)
La ville est petite et elle vient de Zapopan Jalisco mais ce n'est pas des touristes c'est pour négocier le marché de maïs de Copala Town (Zapopan).

### Région métropolitaine

#### Sites d'intérêt
- Zapopan Art Museum ou MAZ, situé dans le centre de la ville. Il dispose d'un forum multidisciplinaire et de trois salles d'exposition où sont diffusés musique, danse, théâtre et audiovisuel.
- Trompo Mágico, situé entre Santa Margarita et Paseo Valle Real, est un musée interactif conçu pour toute la famille, avec une technologie de pointe, des expositions, des expositions et des activités sans fin.
- Auditorium Telmex ; c'est un espace de spectacles. Il fait partie du projet culturel le plus ambitieux et le plus transcendant de Université de Guadalajara. L'auditorium est le premier bâtiment à prendre vie pour promouvoir le développement du  Centre culturel universitaire. Sa première pierre a été installée le 22 juillet 2003 et l'inauguration a eu lieu le 1er septembre 2007, avec une cérémonie animée par Plácido Domingo.
- Le gardien ;Dont Colonie a marché des commerces de la mer à proximité.[Quoi ?]

- San Isidro Labrador ; colonia de zona maicera santo de la colonia très populaire dans la région de Zapopan[Quoi ?]
- Las Águilas (colonie) ; colonie d'Aguilas
- Temple de San Pedro Apóstol ; Temple du centre-ville de Zapopan
- Nouveau-Mexique (Zapopan) ; Quartier de Zapopan
- Nextipac ; Population à Nextipac

Dans la commune il y a 1 984 hommes et 2 024 femmes. Le rapport femmes / hommes est de 1,020 et le taux de fécondité est de 2,58 enfants par femme. De la population totale, 7,93% vient de l'extérieur de l'État de Jalisco. 3,32% des habitants sont analphabètes (3,23% des hommes et 3,41% des femmes). Le niveau d'éducation est de 7,69 (7,78 chez les hommes et 7,61 chez les femmes).

#### Changements de population dans Nextipac depuis 2005
En 2005, Nextipac comptait 3 398 habitants. C'est-à-dire qu'il y a maintenant 610 personnes de plus (une variation de 17,95%). Parmi ceux-ci, il y a 277 hommes de plus (une variation de 16,23%) et 333 femmes de plus (une variation de 19,69%).

#### Culture autochtone à Nextipac
2,00% de la population est autochtone et 0,95% des habitants parlent une langue autochtone. 0,00% de la population parle une langue indigène et ne parle pas l'espagnol.

#### Chômage et économie à Nextipac
38,05% de la population de plus de 12 ans a un emploi (50,55% des hommes et 25,79% des femmes).

#### Logement et infrastructure à Nextipac
À Nextipac, il y a 968 logements. Parmi ceux-ci, 99,08% ont l'électricité, 94,34% ont l'eau courante, 96,88% ont des toilettes ou des toilettes, 86,03% la radio, 97,58% la télévision, 90,42% réfrigérateur, 80,48% machine à laver, 53,12% automobile, 25,29% un ordinateur personnel, 43,76% téléphone fixe, 77,48% téléphone portable et 15,70% Internet.

#### Centres commerciaux
Annexe: centres commerciaux de Jalisco.
Parmi les principaux centres commerciaux de la ville figurent :
- Plaza Andares Comercio & Vida : c'est le centre commercial le plus moderne de la zone métropolitaine de Guadalajara, il rassemble les marques les plus exclusives, le style de vie, la gastronomie et le divertissement. Il est situé dans le quartier de la Puerta de Hierro, au coin de l'avenue Patria et de l'avenue Acueducto. Ses magasins phares sont: « Liverpool», «El Palacio de Hierro», «Best Buy» et «Cinépolis VIP». .

- Plaza del Sol : C'était le premier grand centre commercial de la zone métropolitaine de Guadalajara. Il y a un grand nombre de boutiques et de restaurants. Ses magasins phares sont:   Usines de France ,  Café Sanborns ,   Soriana Híper ,  C&A ,  Vips  et  Banlieue ,  L'hôtel Vista Plaza del Sol .

- Galerías 360 : le plus grand et le deuxième centre commercial le plus moderne de la ville, il possède des boutiques exclusives, des restaurants, des cinémas, etc. Dont les principaux magasins sont «  Liverpool », « Sanborns », « Sears », « C&A » et « « Cinépolis ». Il comprend également «  Walmart », « Sam's Club », « Suburbia », «Vips» et «El Portón».

- La Gran Plaza: il est situé juste à la frontière entre les communes de Zapopan et Guadalajara, il a été rénové en 2006 et est à ce jour l'un des centres commerciaux les plus fréquentés de la zone métropolitaine. On y trouve «  Usines de France », « Sanborns », « Sears », « C&A » et  Cinépolis . À la place qu'il occupe, il y avait un cinéma drive-in.

- Plaza Ciudadela Lifestyle Center situé sur l'avenue Patria à sa jonction avec l'avenue Moctezuma. Il s'agit d'un centre commercial en plein air dont les principaux magasins sont «  Walmart », « Best Buy » et « Cinépolis » ».

- Centre commercial Plaza Patria : inauguré en décembre 1974, il est situé sur l'avenue Patria entre l'avenue Américas et l'avenue Manuel Avila Camacho. Ses principaux magasins sont « Soriana Hiper », « Suburbia » et  Usines of France.

- Gran Terraza Crèches : centre commercial récemment ouvert qui compte 76 magasins, terrasses et magasins tels que "Soriana Híper", "Surtidora Departamental" "" Office Depot, more or "cho cinémas de la chaîne  Cinépolis . Il est situé sur Av. Laureles et Periférico Norte

- Gran Patio Patria : Situé à côté de la Plaza Andares, dont les ancres sont Walmart, Sam's Club et Vips ainsi que The Home Store et Starbucks Coffee

De même, cette municipalité possède des centres communautaires et des centres d'alimentation tels que :
- Place de l'Université (Soriana Super)
- Patio La Cima (Walmart)
- Plaza Cordilleras (Soriana Hiper, Office Depot, Cinemex et The Home Depot)
- Plaza San Isidro (Soriana Hiper, Famsa et Office Max)
- Plaza Bugambilias (Soriana Hiper)
- Place panoramique de Bugambilias (Superama)
- Plaza Las Fuentes (commercial mexicain)
- Point San Isidro (Superama)
- Plaza Santa Margarita (Bodega Aurrerá)
- Plaza Aviación (Soriana et marché Coppel)
- Plaza Tepeyac (Soriana Hiper et Toks)
- Plaza Las Águilas
- Plaza Guadalupe (Soriana Super)
- Place Sud (Soriana Super)
- Plaza Acueducto (Selecto Chedraui, Home Depot et Cinemex)
- Place de la terrasse de la crèche (Cinepolis, Soriana)
- Place des Galeries
- Plaza Real Center (Cinepolis, SAMS Club)

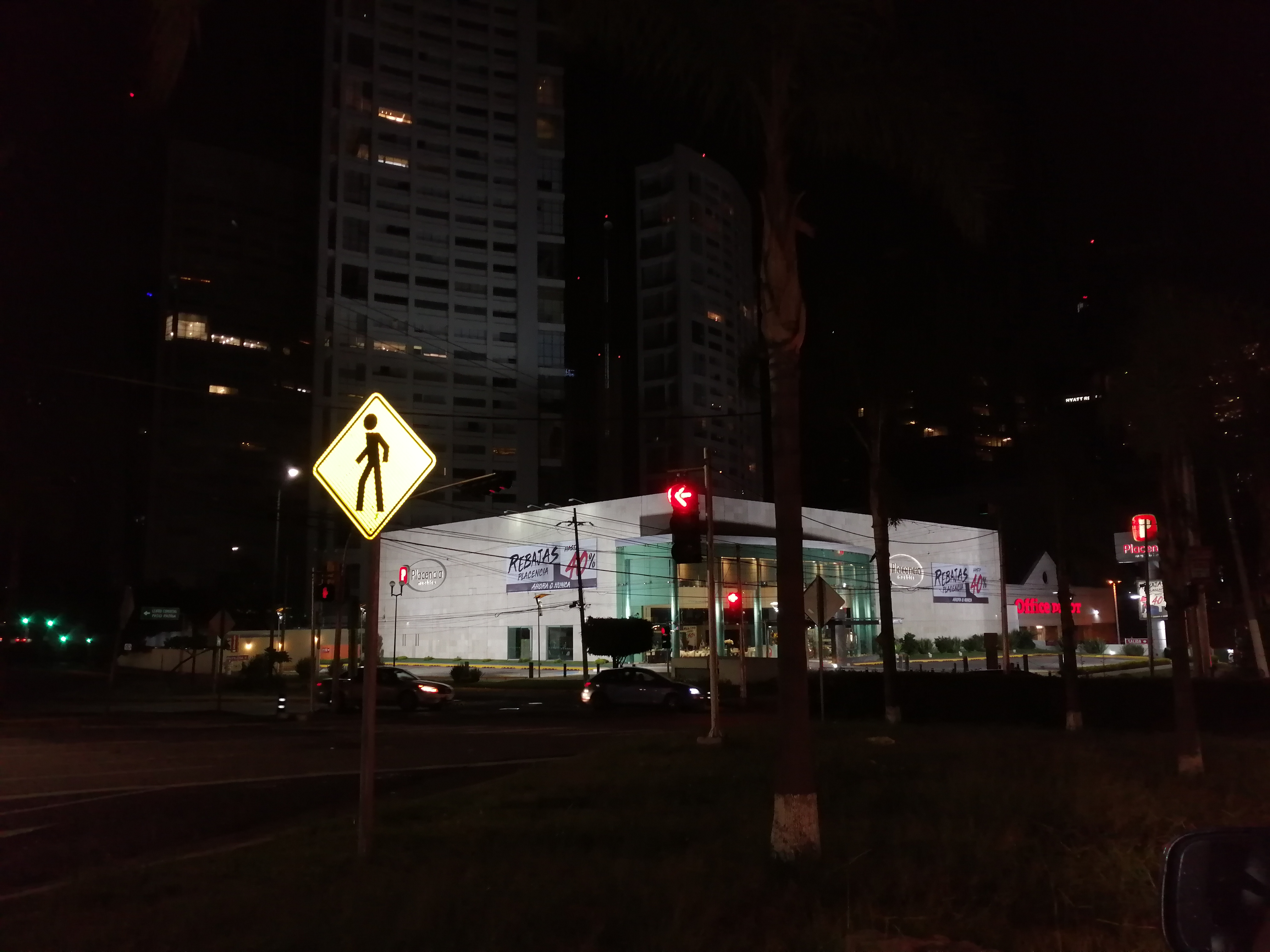
Placencia furniture.jpg

#### Supermarchés
- Organisation Soriana :  Soriana Híper ,  Soriana Super  et  Soriana Market
- Walmart : «  Walmart, Bodega Aurrera, Superama, Sam's Club, Suburbia, Vips » et « La porte ».
- Chedraui:  Chedraui ,  Super Chedraui  et  Selecto Chedraui
- Pharmacies Guadalajara
- Comercial Mexicana : « Comercial Mexicana » et « Mega Comercial Mexicana »
- City Market (Mexique)

## Toponymie

Glyphe Nahuatl dont le sens est Tzapopan

L'étymologie la plus acceptée pour le mot  Zapopan  provient de Nahuatl  Tzapopan , et suggère que le sens est "lieu de zapotes ", " placez entre zapotes "ou, à défaut," zapotal "; formé par le mot s  Tzapotl , "zapote" et "pan", "sobre", représentés par "tzápotl", zapote et "pantli", drapeau. Le nom provient d'un glyphe nahuatl représenté par l'arbre fruitier zapote, accompagné d'un drapeau (voir  image ). Par la suite, l’arbre zapote et le drapeau, représentant de ce pictogramme, ont été inclus dans le bouclier municipal.
Le nom «Tzapopan» ou «Tzapotl» a peut-être été donné à la ville par les groupes autochtones qui l'ont fondé avant l'arrivée des Espagnols, bien que diverses théories affirment qu'il n'y en avait pas auparavant. à l'arrivée des Espagnols; cependant, il est également mentionné que cette ville a été fondée par les peuples autochtones au cours d'une année du XIIIe ou du XVe siècle, mais a ensuite été abandonnée en raison de son déclin social et de la guerre entre les groupes ethniques de la localité, et que pour la péninsule, la ville était insignifiante ; il est même mentionné qu'il aurait pu être dépeuplé[réf. nécessaire].

## Histoire

### Ère préhispanique
Plusieurs historiens ont beaucoup parlé de l'existence d'une localité préhispanique appelée «Tzapopan» située dans l'actuel siège de la municipalité, cette localité n'ayant jamais été mentionnée dans les documents de l'époque, contrairement à d'autres localités de l'actuelle municipalité et des municipalités environnantes. à celui-ci, tels que: Ixcatan, Tesistan, San Esteban, Copala, Tónala, San Sebastián de Analco, Santa Ana Atista, Juanacatlán, Tala, San Gaspar, etc. Ce qui remet en cause l'existence de "Tzapopan".
Cependant, pour certains experts; L'histoire de Zapopan a commencé entre 1160 et 1325, lorsqu'un grand nombre de Zapotèques, de Nahuas et de Mayas sont arrivés sur le territoire actuel de Zapopan, près de Deep Creek, ces groupes sont venus du sud à la recherche d'une colonie. Au fil des ans, les habitants se sont mêlés à d’autres tribus, telles que les Aztèques qui se dirigeaient vers la vallée de Mexico; Cependant, les tecuexes sont ceux qui ont dominé le pays au fil du temps. Tzapopan a été fondée par les Aztèques et les Tecuexes. Depuis ses débuts, c'était une ville très religieuse qui possédait des sanctuaires et des sanctuaires pour le dieu soleil, mais le culte de cette ville était principalement dirigé vers le dieu Teopiltzintli. Le régime alimentaire des habitants était basé sur le maïs, les haricots et les fruits. Ils se consacraient également à la chasse et à la pêche.
Tzapopan était une ville très peuplée. Malgré cela, les guerres incessantes avec d'autres tribus nomades ont provoqué le déclin de la ville jusqu'à ce qu'elle soit convertie en une colonie très peu importante, soumise à la seigneurie d'Atemejac qui dépendait du Hueytlatoanazgo de Tonalá, ce qui en faisait une ville insignifiante et mineure.

### Conquête
La conquête de la ville de  Tzapopan  a commencé vers 1530, année au cours de laquelle Nuño de Guzmán a conquis le royaume de Tonalá (auquel appartenait "Tzapopan"), bien que la ville fût probablement insignifiante ou même dépeuplé. Enfin, avec la victoire des vainqueurs dans la guerre [de Mizton] en 1541, la région est conquise et avec l’autorisation du vice-roi de l’époque, Francisco de Bobadilla, englobant de Tlaltenango, qui prend à sa charge la Les Indiens avaient besoin de repeupler Tzapopan, afin de rapprocher leur peuple pour servir et aider à la fondation de Guadalajara. La tâche de repeuplement et de refondation était confiée à Fray Antonio de Segovia qui, avec Fray Angel de Valencia, 8 décembre 1541 en tant que patron de l'image de la conception de Tzapopan. Cette image a accompagné le père Ségovie pendant dix ans dans ses allées et venues avec le désir de christianiser Zacatecas et d’autres lieux. Selon certains historiens, c'est à cette image que sont attribués le repeuplement réussi et le calme subséquent des Indiens. La construction de la basilique actuelle a été lancée en 1690 par Juan de Santiago de León Garabito.
Dans l'historiographie sur l'origine de Zapopan, un personnage légendaire et peut-être fictif nommé Nicolás de Bobadilla apparaît, seigneur encourageant que certaines sources indiquent que, selon des sources indiennes, des Indiens de la région de Xalostotitlán seraient arrivés à Zapopan. voir. Cependant, contrairement à ce que l'on pourrait attendre d'une culture juridique documentaire telle que la culture espagnole, il n'y a aucune preuve fiable qu'un personnage portant ce nom a bénéficié d'une quelconque pitié des Indiens. s'il existait réellement, les témoignages de son passage à travers ces terres étaient simplement perdus dans la mer de la bureaucratie de Séville, de Cadix ou de Madrid.
D'autre part, pour qu'un repeuplement ait lieu, il fallait un abandon de ladite population; mais, comme il est établi dans les différentes chroniques, les villes situées du côté est de la rivière San Juan de Dios n'étaient pas insubordonnées, il est plus mentionné, par exemple, que des Indiens d'Atemajac ont participé au site des pions du Mixtón, à Les ordres du vice-roi de Mendoza, c’est-à-dire qu’aucune des villes mentionnées par Mata Torres n’ont été rasés pendant la guerre. Ils n’ont donc pas été repeuplés. Espagnol
La clé de la fondation de Zapopan est liée à l'image de la Vierge. Depuis la conquête de Tenochtitlan, les Espagnols avaient ordonné de remplacer les images de leurs dieux dans les sanctuaires des indigènes par des images de la Vierge; comme dans tous les sanctuaires du centre du pays, de Michoacán et lors de la conquête du nord et du nord-ouest. Bien que la légende rappelle la Vierge de Zapopan en tant que "pacificateur dans les guerres contre les indigènes, Zapopan, un peuple autochtone, était le siège de son sanctuaire le plus célèbre de tout l'ouest".

### XIXesiècle: après l'indépendance
Après la tentative impériale brève et infructueuse que la vice-royauté nouvellement indépendante de la Nouvelle-Espagne avait tenté d'organiser, le 21 juin 1823, le territoire de l'ancienne province de Guadalajara fut proclamé État libre de Jalisco. Ils constitueraient la République fédérale. L’état naissant de Jalisco a modifié le schéma des parties avec lesquelles le territoire de sa juridiction était divisé - et qui était utilisé depuis les réformes Bourbon - par le modèle des départements, qui étaient à leur tour soumis à une autre unité majeure: le canton. Chaque canton se voyait attribuer un en-tête avec un chef politique qui dépendait à son tour du gouverneur de l'État. Il s'est concentré sur les décisions politiques, militaires et fiscales.
Dans le premier modèle d'organisation territoriale de l'État de Jalisco du 27 mars 1824, désigné comme plan de la division politique du territoire de l'État de Jalisco, Zapopan est un département d'État et la ville de Zapopan a été proclamée chef du département et nommée Villa Le 18 novembre de la même année, après la promulgation de la Constitution politique de l'État libre et souverain de Jalisco, Zapopan est ratifié en tant que département et affecté au premier canton de l'État, dont le siège est à Guadalajara.
La villa de Zapopan se trouvait (et se trouve) au nord-ouest de la ville de Guadalajara, communiquée avec elle par deux routes: la première d'entre elles se dirigeait vers le sud-est de Zapopan, traversait le ruisseau Colomo et entrait par la partie ouest de Guadalajara; la seconde à gauche à l'est de Zapopan, a traversé Zoquipan et Atemajac, puis est entrée dans la partie nord de Guadalajara en passant par le quartier de Mezquitán.
En 1857, avec les républicains libéraux au pouvoir, Jalisco est un État et Zapopan est un département rattaché au premier canton de Jalisco. Les principales villes ainsi que Zapopan étaient: Tesistán, à 10 km au nord-ouest de la capitale; Santa Ana Tepetitlán, située à 15 km au sud de la capitale; Atemajac à 5 km à l'est de la villa; San Cristóbal, 40 km au nord-ouest. San Juan de Ocotán, à 5 km au sud-ouest; Jocotán, 5 km au sud; Nextipac, 12 km à l'ouest; Zoquipan, 2 km à l'est; Venta del Astillero, 17 km au sud-ouest; et San Esteban et Huaxtla, situés à 10 km au nord-est du canyon d’Oblatos.
Le 6 avril 1837, le modèle d'organisation territoriale a changé et Zapopan est devenu le parti du district de Guadalajara. En 1846, une autre réorganisation ramena Zapopan dans le département du premier canton de Jalisco, dont le chef était Guadalajara. Le modèle, avec quelques variations minimes, subsiste jusqu'en 1914 lorsque la catégorie de municipalité devient la base de la division territoriale de la République. Le 6 avril 1917, la Constitution politique de l'État de Jalisco reconnaît Zapopan comme municipalité libre.
La catégorie de chef municipal est restée inchangée jusqu'au 7 décembre 1994, date à laquelle, par décret 14358, le Congrès de l'État de Jalisco a modifié la catégorie de villa qui existait depuis le début du XIXe siècle par celle de Ville.

### XXesiècle
Le 8 décembre 1991, lors d’une cérémonie solennelle présidée par l’exécutif de l’État, le président de la municipalité, les titulaires des pouvoirs législatif et judiciaire, ainsi que des représentants des trois niveaux de gouvernement et des autorités militaires, le 450e anniversaire de la fondation de la ville de Zapopan a été célébré, attribuant, pour cette raison, le titre de ville, en le communiquant à la population par l'intermédiaire de Bando Solemn, conformément au décret no 14358 publié par le Congrès de l'État de H. et publié le 7 décembre.

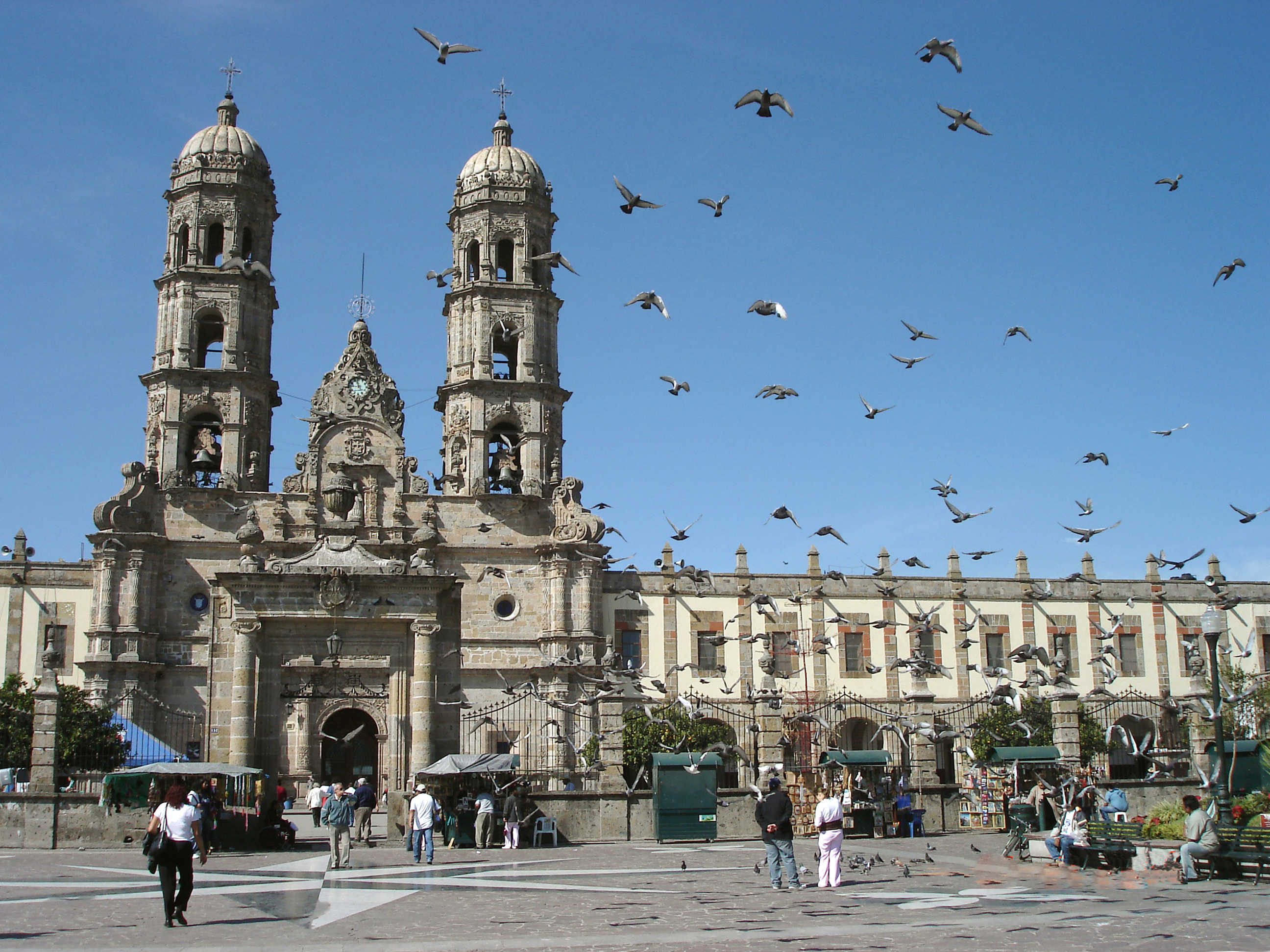
La basilique de Zapopan de jour

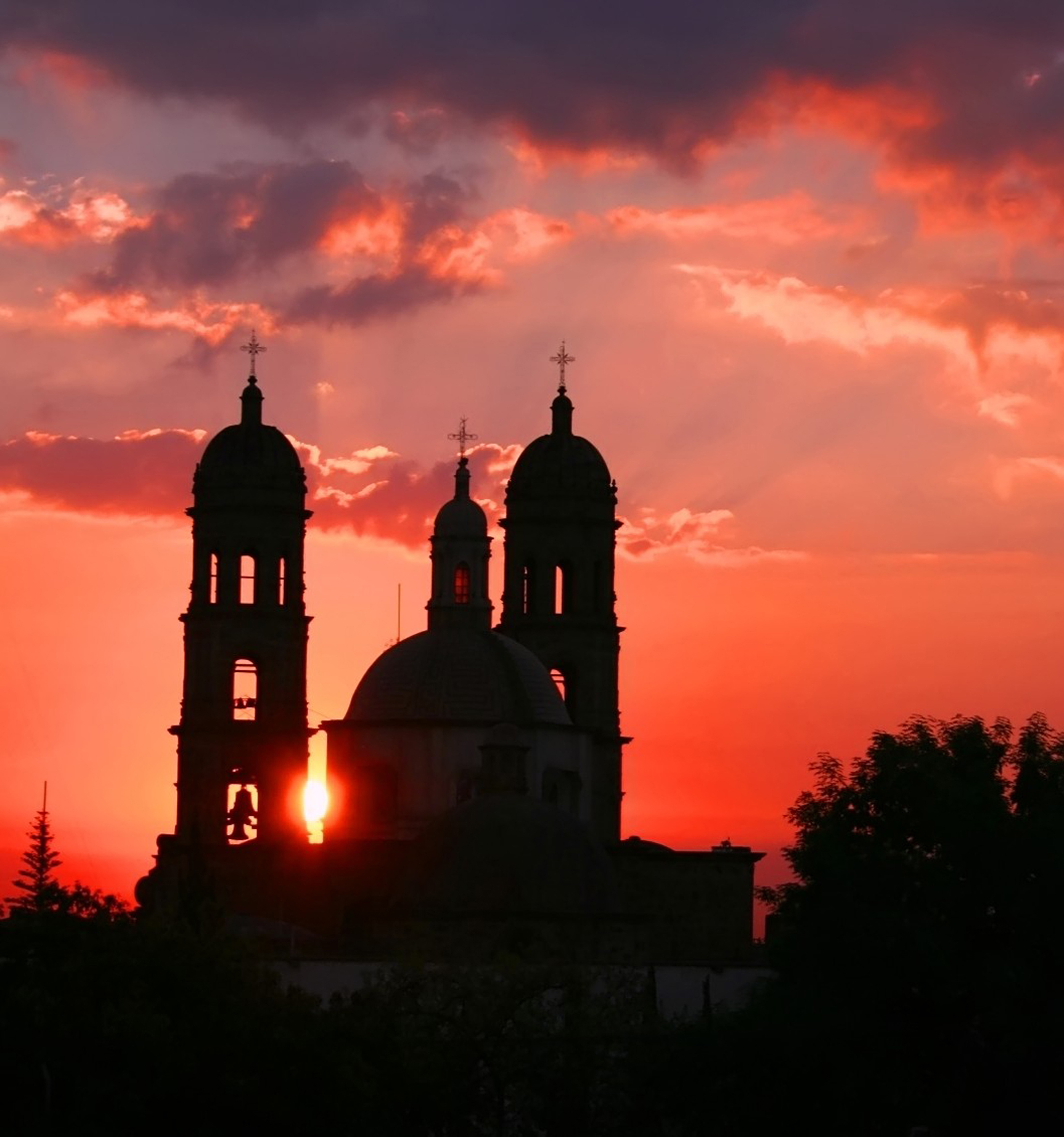
La basilique de nuit

## Géographie

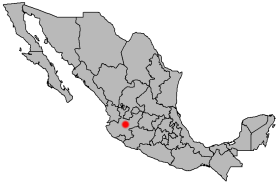
Localisation de la municipalité de Zapopan

Zapopan est situé dans la partie centrale de l'état de Jalisco. Ses coordonnées extrêmes sont 20° 25′ 30″ à 20° 57′ 00″ latitude nord et 103° 19′ 30″ à 103° 39′ 20″ de longitude ouest. Il limite vers le nord avec la municipalité de San Cristóbal de la Barranca; à l'est avec les municipalités d'Ixtlahuacán del Río et de Guadalajara; au sud avec les municipalités de Guadalajara, San Pedro Tlaquepaque et Tlajomulco de Zúñiga; et à l'ouest avec les municipalités de Tala, El Arenal, Amatitán et Tequila. Sa superficie totale est de 893,15 km2, ce qui représente 1 119 % de la superficie totale de l'État de Jalisco. La municipalité a une altitude moyenne de 1 548 mètres d'altitude.

### Hydrographie
Zapopan est situé sur la pente du Pacifique et ses cours d’eau sont courts et rapides. Les cours d’eau et les étendues d’eau sont regroupés en deux régions: Lerma-Santiago et Ameca. La première région comprend deux bassins: la Laguna de Chapala et le Rio Santiago-Guadalajara. La deuxième région, avec l’un, le barrage La Vega-Cocula. De même, chaque bassin est divisé en sous-bassins: lac San Marcos, Corona River-Rio Verde, Rio Verde-Presa Santa Rosa et Rio Salado. Parmi eux, le sous-bassin Río Verde-Presa Santa Rosa est celui qui couvre la plus grande partie de la municipalité avec 81,8 % de la superficie totale et est situé au nord et au centre du territoire. La majorité des courants d’eau et tous les barrages de la municipalité sont situés dans ce sous-bassin, comme le fleuve Santiago, les ruisseaux San Antonio, Blanco, La Soledad, Agua Zarca, La Grande, etc., et les barrages de Copalita. , San José, Las Peñitas et les tortues.
Le sous-bassin de la rivière Salado est le deuxième plus grand de la municipalité, il est situé au sud-ouest. La principale eau est la rivière Salado, elle représente environ 9 % de la surface municipale. En revanche, les sous-bassins du Rio Corona-Río Verde et du Lagos San Marcos représentent respectivement 8,7 % et 0,5 % de la surface de la commune.
De même, dans toute la municipalité, vous pouvez trouver une grande quantité de stockage et de puits.

### Climat
La municipalité a principalement trois types de climat: Subhumide chaud avec des pluies en été, subhumide semi-chaud avec des pluies en été et subhumide tempéré avec des pluies en été. Ils se répartissent comme suit: au centre de la municipalité, où se trouvent tous les établissements humains, y compris le chef de la municipalité, qui couvre environ 81,16 % de sa surface est climat semi-chaud; dans le nord-ouest et le nord-est, le climat est chaud et affecte environ 17,05 % de la surface de la municipalité; et, enfin, le climat tempéré au sud de Zapopan, situé à la limite de la municipalité de Tlajomulco de Zúñiga, est moins fréquenté (1,7 % seulement de la surface).
Le climat de Zapopan est subhumide, avec des hivers et des printemps secs et doux. La température moyenne est de 23,5 °C, avec un maximum de 35 °C et un minimum de 5,4 °C.
Les précipitations annuelles moyennes sont de 906,1 mm, et il pleut principalement entre les mois de juin et octobre.

## Culture
Étant donné que Zapopan fait partie de la zone métropolitaine de Guadalajara, et en raison du grand mouvement culturel que vit aujourd'hui la ville de Guadalajara, la municipalité a une grande richesse en termes de culture, car elle a une grande liste d'événements et d'expressions culturelles, tous de ceci soutenu par un grand nombre d'institutions publiques et privées qui opèrent dans et autour de la municipalité, en particulier le gouvernement et l'Université de Guadalajara.

### Expressions de la culture populaire
Dans la municipalité, une grande variété de festivités avec différents thèmes sont organisées, telles que Zapopum! Et Festivités d'octobre, en plus d'un grand nombre de festivals organisés dans la municipalité de Guadalajara qui sans aucun doute ils influencent grandement la vie des Zapopanos. Zapopan possède plusieurs richesses culturelles historiques, réparties sur tout son territoire, dont le siège municipal qui abrite plusieurs édifices coloniaux à caractère religieux et civil, dont les styles architecturaux représentent la diversité ethnique de la commune.
Zapopan est aussi une commune très riche en traditions, dont la plus importante est le pèlerinage de la  Virgen de Zapopan, qui est célébrée chaque année le 12 octobre. Ce jour-là, des milliers de fidèles de tout l'État de Jalisco et du reste du pays accompagnent, accompagnés de danses et de chants typiques, une image de la Vierge de l'attente sur son chemin de la cathédrale métropolitaine de Guadalajara à la basilique de Zapopan. En 2006, ce pèlerinage a rassemblé plus de 3 millions de personnes.

### Musées et galeries

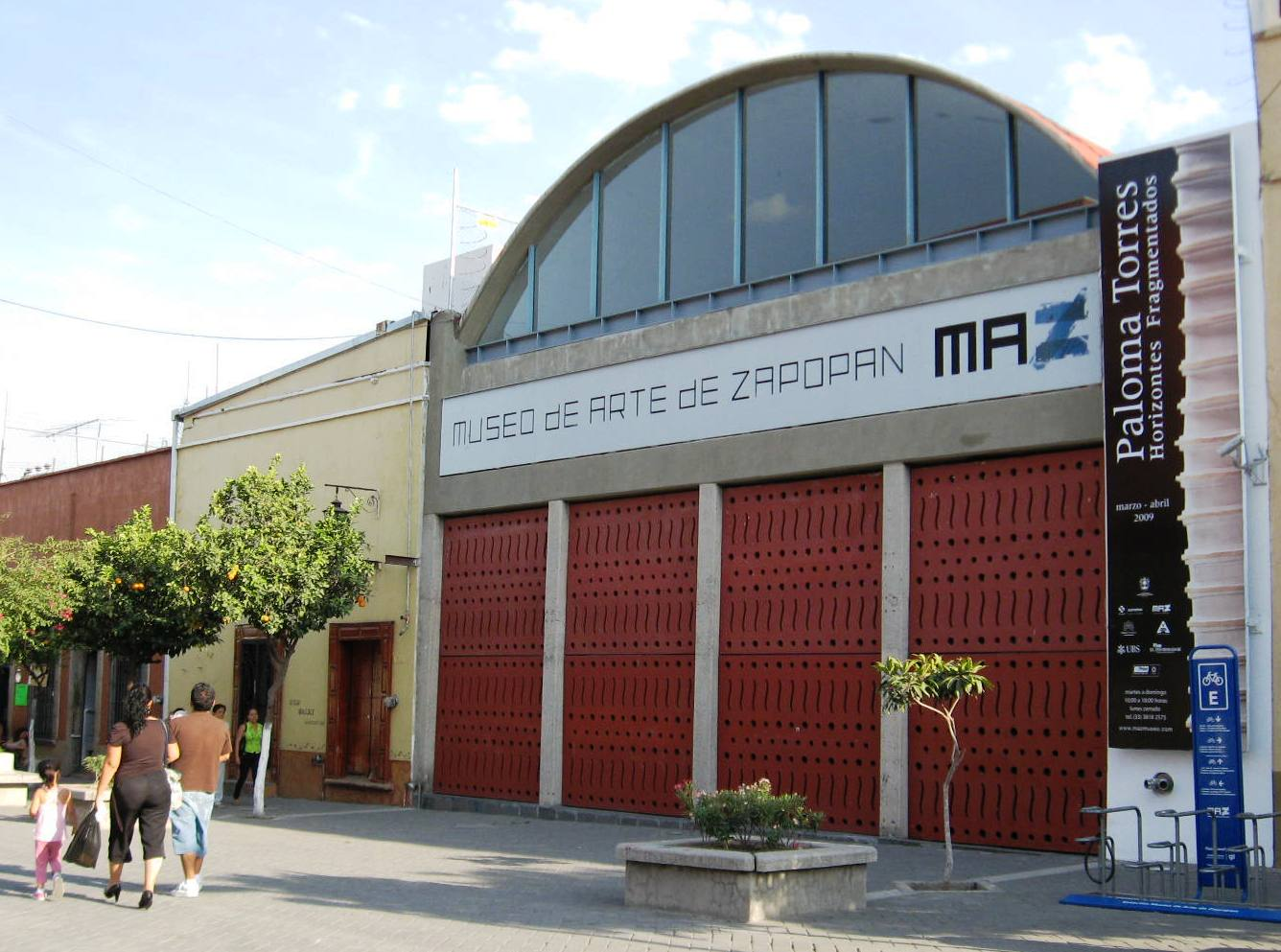
Entrée principale du musée d'art Zapopan.

Dans le cadre de l'agglomération de la  ville de Guadalajara, Zapopan est une commune dotée d'une infrastructure culturelle très large en termes de musées. L'un des principaux musées de la municipalité est le Zapopan Art Museum (MAZ), un musée et un centre culturel, qui cherche à diffuser les meilleures expressions d'activités artistiques et d'expositions dans leurs diverses manifestations. Il dispose de trois salles d'exposition et d'un forum multidisciplinaire qui accueillera des propositions d'art contemporain, de musique, de danse, de théâtre et de médias audiovisuels.
Le Trompo Mágico est un musée interactif destiné spécialement aux enfants, présente divers sujets liés à l'art, la science, l'éducation civique, entre autres, ainsi que des activités. Le jardin d'art est une exposition et une vente d'art en plein air, qui a lieu tous les dimanches dans la Glorieta Chapalita.

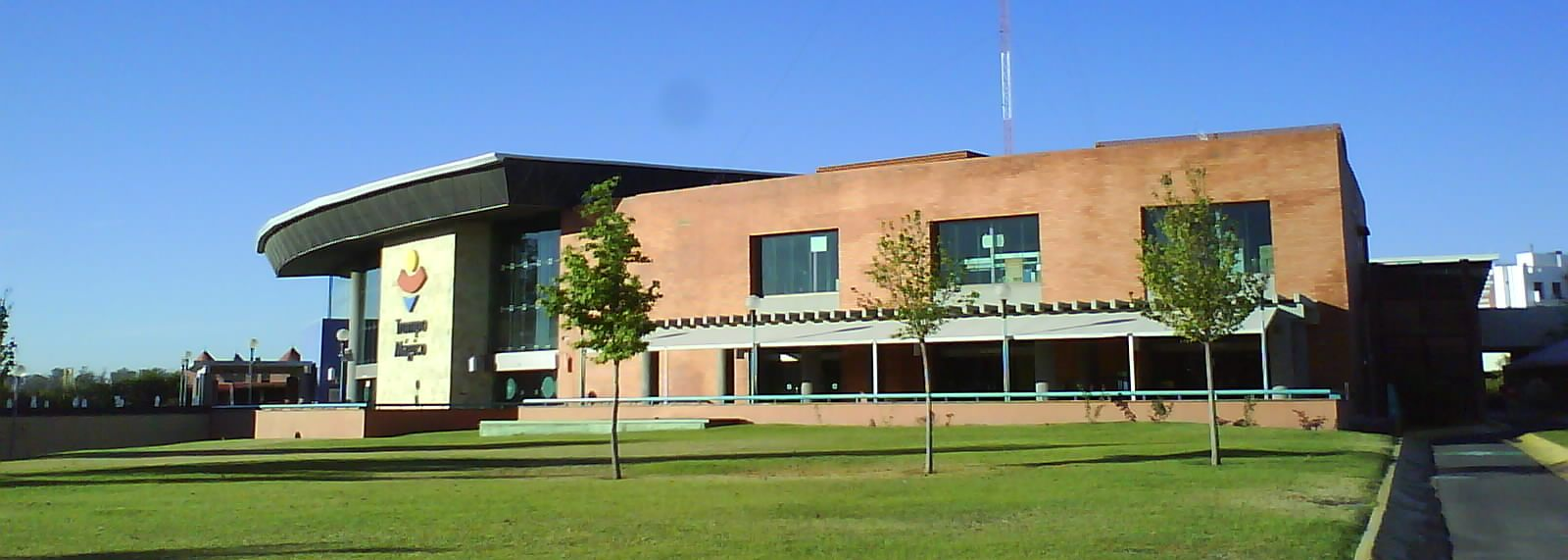
El Trompo Mágico, musée interactif destiné aux enfants.

Le Collège de l'Air de l'Armée de l'Air mexicaine a une galerie historique de la Mexican Air Force, salle de l'armée de l'air expéditionnaire mexicaine et salle des modèles réduits d'avions.
Le Musée de la Chasse Benito Albarrán est une maison de style soudanais, il a conservé en son intérieur pendant 31 ans une extraordinaire collection de taxidermie d'animaux chassés par Don Benito Albarrán, sur trois continents différents Amérique, Eurasie et Afrique; 270 pièces de jeu de cent dix espèces différentes présentées dans des dioramas d'un grand réalisme et décor.
Le musée d'art Huichol Wixárica offre au visiteur une exposition permanente de l'artisanat de ce groupe ethnique. Vente et présentation de chemises, culottes, sacs à dos, jupes, chemisiers, colliers, boucles d'oreilles, bagues, bracelets et petits sacs en perles. En plus des masques en bois sculpté et des photographies avec des scènes quotidiennes de la vie rurale de cette ethnie.
Le Musée de la Vierge de Zapopan présente une impressionnante collection de manteaux en fils d'argent et d'or, des offrandes faites à la Vierge en signe de gratitude pour un miracle, des peintures anciennes, des niches dans lesquelles l'image a été transportée et une collection d'objets divers utilisé dans les siècles passés pour la décoration.
Le musée de la boîte du palais de la culture et de la communication de Zapopan

### Arts plastiques
La commune possède de grandes œuvres de peinture, dont "Le Baptême de Jésus" réalisé au XVIIe siècle par  Juan Correa, la peinture murale de "L'histoire de la villa et de la révolution mexicaine" peinte en 1980 par Ricardo Peña qui se trouve dans le Centre municipal de la culture, où se trouvent également 23 autres peintures murales réalisées par des étudiants en peinture. Dans le palais municipal, vous pourrez admirer une peinture murale réalisée en 1970 par Guillermo Chávez Vega, un peintre de Guadalajara, où sont représentées des scènes des révolutions française, industrielle, anglaise, mexicaine et socialiste.

### Gastronomie
Comme le reste du Mexique, il existe plusieurs aliments à base de maïs tels que le pozole, le tamales et l'atole. Aussi, et comme dans la municipalité de  Guadalajara

## Urbanism
avenues
- Juan Gil Presiado norte y sur
- laureles
- Hidalgo
- Acueducto
- Santa Margarita
- Aviación
- Base area Militar
- Altavista
- Valdepeñas
- De la Mancha
- Del servidor Publico
- General Ramón Corona

Blvd
- Los Charros
- el rodeo
- De la Espuela

Routes
- camino viejo a tesistan
- tesistan
- Colotlan

Extensions
Pino Suares

### Colonias (quartiers)
- Haciendas Guadalupe
- Jardines del Auditorio
- Ecológica Seattle
- El Vigía
- EXITMEX .
- Haciendas de Zapopan .
- Jardines de San Gonzalo .
- Los Maestros .
- Luis Donaldo Colosio.
- Residencial Militar.

## Économie
Environ les trois quarts des terres de la municipalité sont utilisés pour l'agriculture et l'élevage. Environ 15 pour cent des terres sont couvertes de forêts et le reste fait partie de la zone urbaine. Les principales cultures sont maïs, sorgho, citrouille, tomate, pois chiche, avocat, mangue et prune. Vaches, porc et volaille sont élevés. L'agriculture emploie moins de 3 pour cent de la population. Environ un tiers de la population travaille dans l'industrie et la fabrication. Les principales entreprises qui disposent d'installations sont: Sabritas, Intel,  Bimbo, Flextronics, Motorola, Jaguar et Coca-Cola. Le reste de la population est impliqué dans le commerce et les services.

## Sports
Les sports qui sont pratiqués dans la commune de Zapopan sont très variés grâce à l'importante infrastructure existant dans la zone urbaine de la même. Le conseil municipal des sports (COMUDE) de Zapopan est l'institution publique chargée de promouvoir l'activité physique, les sports et les loisirs sociaux, et il essaie également de promouvoir l'utilisation des unités sportives dans la municipalité. L'infrastructure sportive de la municipalité est très large, elle compte environ 54 unités sportives réparties dans les différentes villes de la municipalité, dans ces unités des activités sportives et récréatives sont menées, elles servent également d'écoles d'initiation sportive.

### Vía RecreActiva
La Vía RecreActiva dans la municipalité de Zapopan, est un programme social dans lequel les espaces routiers sont activés pour une utilisation massive à des fins récréatives et de loisirs par des personnes de tous âges. Il fonctionne le dimanche de 8h00 à 14h00. Pendant ces heures, la circulation des véhicules automobiles est restreinte le long des itinéraires établis, ne permettant que le passage des piétons et des véhicules non motorisés.
Actuellement à Zapopan, il existe trois itinéraires:
- 'ROUTE 1: Extension Sud'  (6,4 km)  Avenida de las Rosas (López Mateos) -Tepeyac-Abogados-Beethoven-Independencia (Parc Métropolitain) .
- 'ROUTE 2: Extension sud'  (10 km)  Labna (Tepeyac) -Amado Nervo-Pegaso-Sagitario-Galileo Galilei-Mariano Otero-Tepeyac-Las Torres (avenue Guadalupe) .
- 'ROUTE 3: Extension Nord'  (8 km)  Lienzo Charro Zapopan, Avenida Hidalgo-5 mai-Industria-Avenida los Laureles-Dr. Luis Farias-Enrique Díaz de León-Miguel Amaya-Gral. Agustín Olachea-Lic. Luis Manuel Rojas-J. Aguirre E.-Periférico Norte-de los Tabachines-Paseo de los Frambuesos (promenade de la vôtre) .

## Jumelages
- Angoulême (France)
- Medellín (Colombie)
- Amsterdam (Pays-Bas)
- Phoenix (Arizona) (États-Unis)

https://www.zapopan.gob.mx/soy-turista/relaciones-internacionales/
| Ville | Ville                 | Pays | Pays         | Période                |
| ----- | --------------------- | ---- | ------------ | ---------------------- |
|       | Adélaïde              |      | Australie    |                        |
|       | Amsterdam             |      | Pays-Bas     |                        |
|       | Antalya               |      | Turquie      |                        |
|       | Antigua Guatemala     |      | Guatemala    |                        |
|       | Changwon              |      | Corée du Sud |                        |
|       | Chengdu               |      | Chine        | depuis 2015            |
|       | Columbus              |      | États-Unis   |                        |
|       | Cuajimalpa de Morelos |      | Mexique      |                        |
|       | Częstochowa,          |      | Pologne      | depuis le 29 juin 2004 |
|       | Grand Rapids          |      | États-Unis   |                        |
|       | Guadalajara           |      | Mexique      |                        |
|       | Marianao              |      | Cuba         |                        |
|       | Montpelier            |      | États-Unis   |                        |
|       | Rosemead              |      | États-Unis   |                        |
|       | Saginaw               |      | États-Unis   |                        |
|       | Sherbrooke            |      | Canada       |                        |
|       | Stuttgart             |      | Allemagne    |                        |